# Saintes-Maries (loạt tranh của Van Gogh)

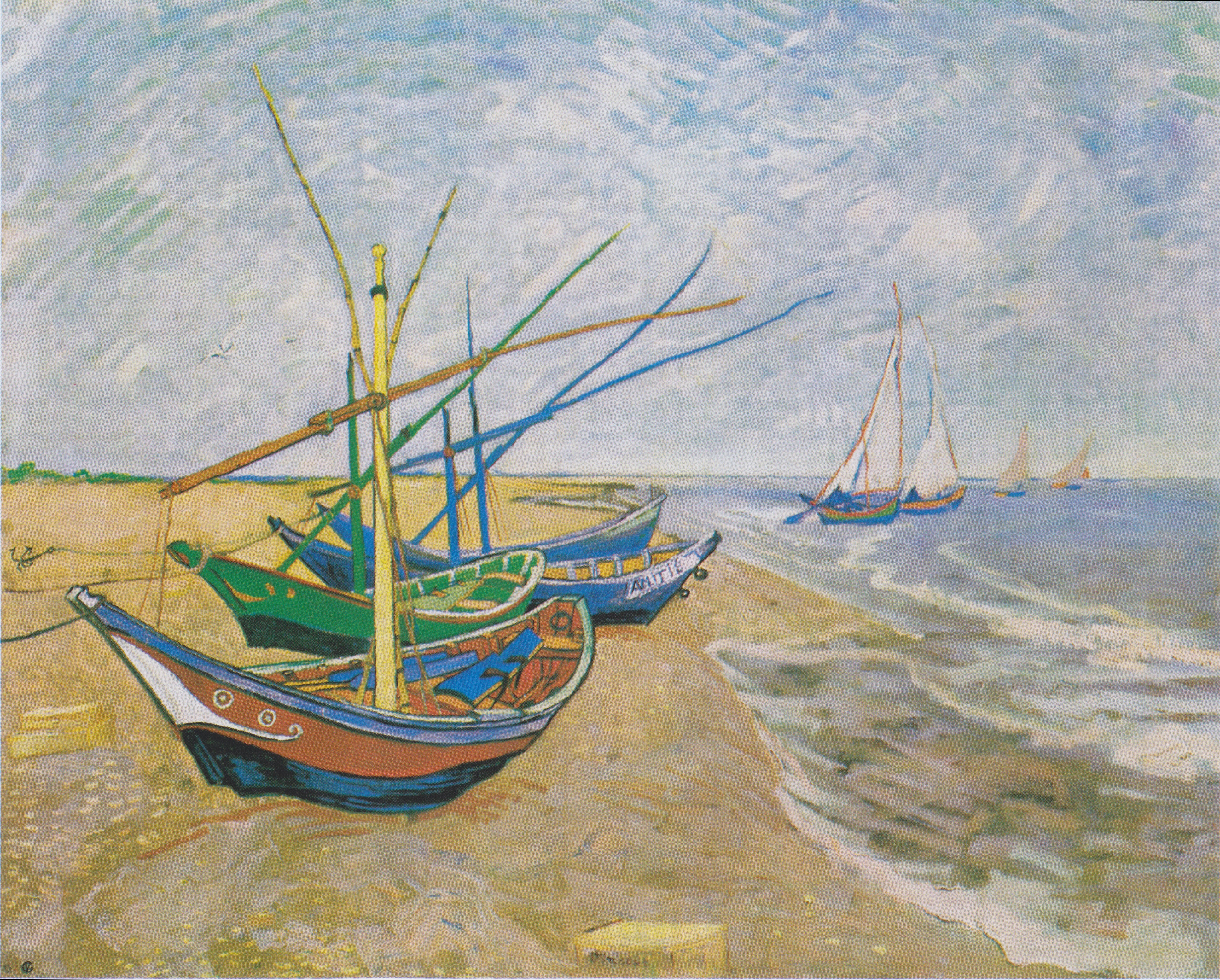
Tàu đánh cá trên Bãi biển ở Saintes-Maries, tháng 6 năm 1888, Van Gogh, Amsterdam (F413)

Saintes-Maries là tên một loạt tranh mà họa sĩ người Hà Lan Vincent van Gogh vẽ trong năm 1888. Khi Van Gogh đang còn ở Arles, ông đã có một chuyến đi đến Saintes-Maries-de-la-Mer trên biển Địa trung hải.  Ông đã vẽ một số bức tranh về biển và thị trấn nơi đây.

## Saintes-Maries-de-la-Mer
Vào tháng 6 năm 1888, Van Gogh thực hiện một chuyến đi xe ngựa tầm 30 dặm từ Arles đến làng chài ven biển Saintes-Maries-de-la-Mer trên bờ biển Địa Trung Hải. Chuyến đi kéo dài một tuần của Van Gogh được thực hiện để giúp ông phục hồi từ các vấn đề sức khỏe; và ông có thể vẽ một số bức tranh và bản vẽ bên bờ biển. Vào thời điểm đó Saintes-Maries là một làng chài nhỏ với không quá một trăm ngôi nhà.

## Bờ biển
Chỉ trong mấy ngày, ông đã vẽ hai bức tranh về biển, một bức về những ngôi làng và chín bản vẽ. Một trong những bức tranh đó là Tàu đánh cá trên Bãi biển ở Saintes-Maries (F413) đang trưng bày ở bảo tàng Van Gogh, mà ông mô tả cho em trai của mình, Theo: "Anh đã phác thảo những con thuyền lúc anh ra ngoài rất sớm vào buổi sáng, còn bây giờ anh đang vẽ một bức tranh dựa trên chúng, một bức tranh cỡ 30 với thêm nhiều biển và bầu trời ở bên phải. Tranh sẽ vẽ cảnh trước khi những con thuyền vội vã ra khơi, anh đã quan sát những chiếc thuyền vào mỗi buổi sáng, nhưng khi họ rời đi sớm làm anh không có thời gian để có thể vẽ.” Một số tác phẩm trên thì được hoàn thành trong sudio, có thể để ghi lại ánh sáng trên cát, biển và bầu trời.
Một tranh vẽ cảnh biển khác của Van Gogh là Biển tại Les Saintes-Maries-de-la-Mer (F415), trong đó ông tìm cách nắm bắt được hiệu ứng ánh sáng trên biển. Ông viết rằng "Biển Địa Trung Hải như da của con cá thu vậy: nói cách khác, là có thể đổi màu - ta không phải lúc nào cũng biết nó có màu lục hay tím, ta cũng không chắc liệu lúc nào nó cũng có màu xanh hay không, vì như khoảnh khắc khi ánh sáng chiếu xuống, mặt biển lại là màu hồng hoặc xám." Bối cảnh tranh là những chiếc thuyền đánh cá trở về làng. Để nhấn mạnh sự tương phản với màu xanh lá cây trong bức tranh, Van Gogh đã kỹ tên của mình bằng những chữ màu đỏ tươi lớn.
Thuyền đánh cá tại Saintes-Maries-de-la-Mer (F1433) là một trong những bản vẽ bằng bút sậy của Van Gogh về Saint-Maries mà ông dựa trên bức tranh của ông là Biển tại Les Saintes-Maries-de-la-Mer (F415). Chuyển động linh động, mềm mại của nét bút của Van Gogh mang lại năng lượng cho bản vẽ, chứ không đơn thuần chỉ là bản sao chép lại. Cả sự lựa chọn của ông về cây bút sậy và "vị trí đặt các nét vẽ theo khuôn mẫu" đều phản ánh ảnh hưởng của các tranh in mộc bản của Nhật Bản. Van Gogh mang sức sống đến bức tranh qua kỹ thuật. Bầu trời vẽ theo kiểu điểm họa (Pointillism) làm nổi bật những đám mây. Những cơn sóng bạc đầu được gợi lên bởi các đường thẳng và đường ngang mô tả biển tĩnh lặng xa xa.
Cảnh biển tại Saintes-Maries (Thuyền đánh cá trên biển) được vẽ sáu năm sau khi Van Gogh viết rằng ông muốn vẽ một bức tranh về cát, biển và bầu trời. Trong bức tranh này, sự kết hợp giữa đường chân trời cao và những chiếc thuyền gần với mép trên của bức tranh làm hút tầm mắt khán giả vào vùng biển dập dềnh ở phía trước và trung tâm của bức tranh. Ông cũng đã thực hiện ba bản vẽ của tác phẩm này.

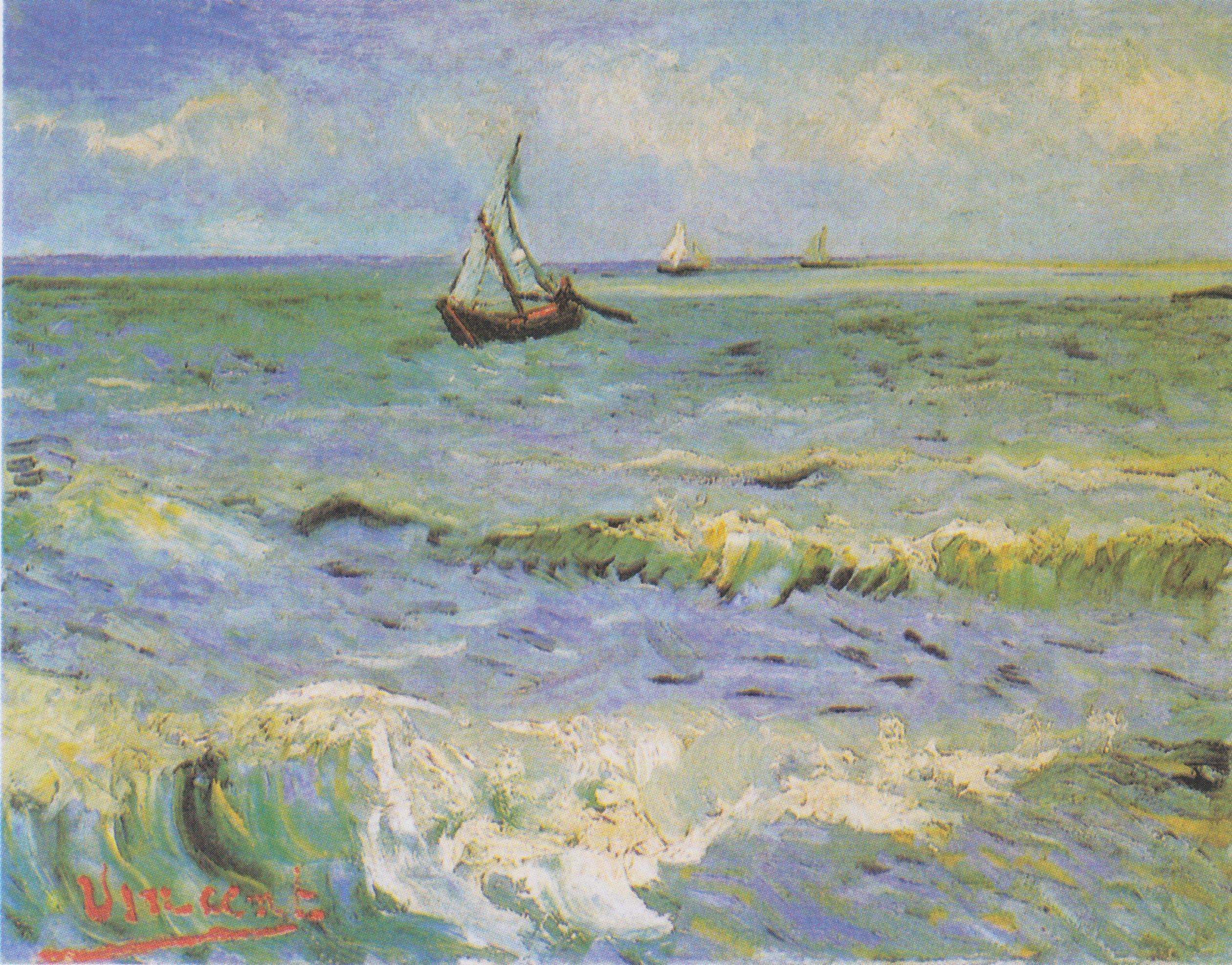
Biển tại Les Saintes-Maries-de-la-Mer, 1888, Bảo tàng Van Gogh, Amsterdam (F415)
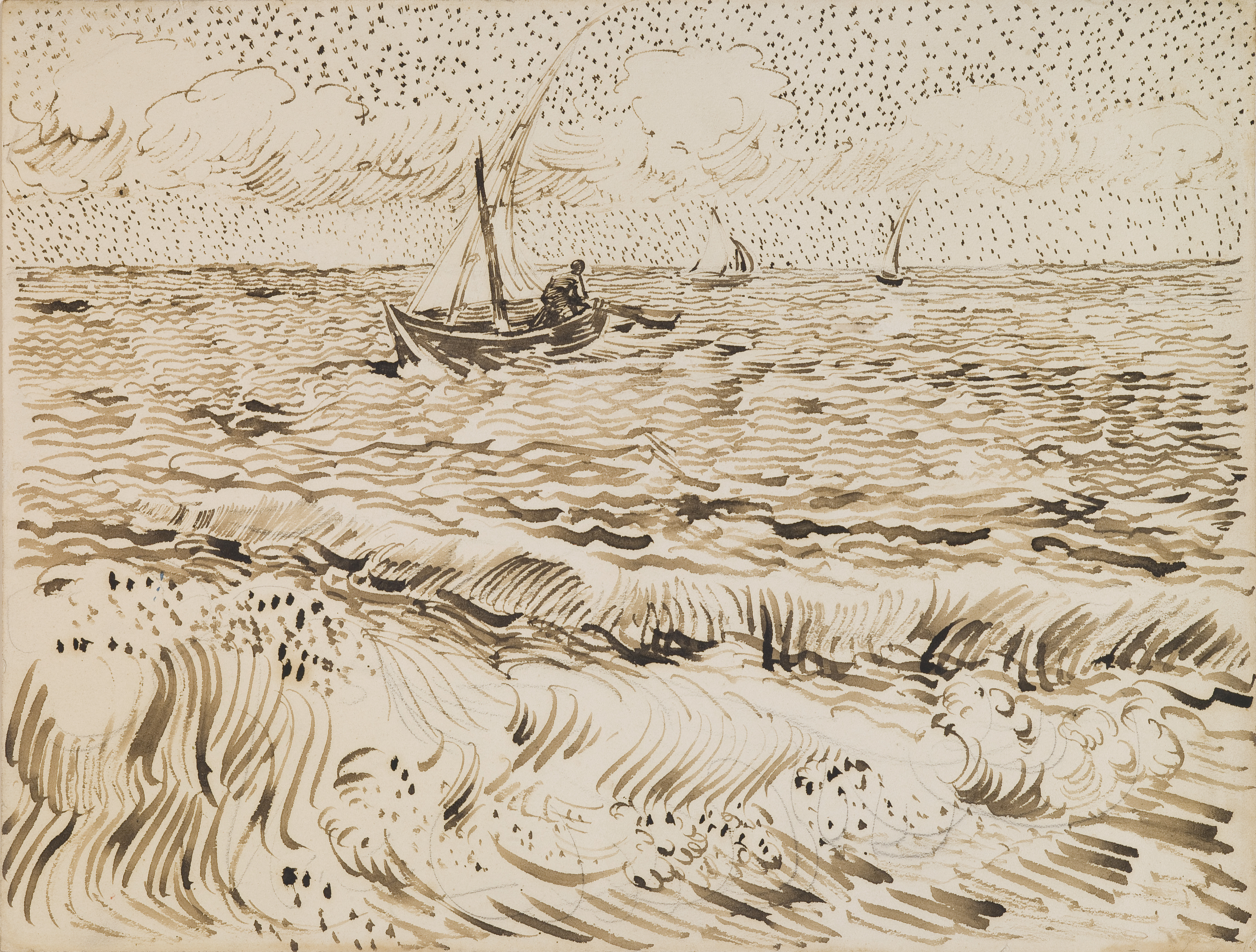
Thuyền đánh cá tại Saintes-Maries-de-la-Mer, Bút và mực và bút chì, tháng 6 năm 1888, Bảo tàng nghệ thuật St. Louis (F1433)
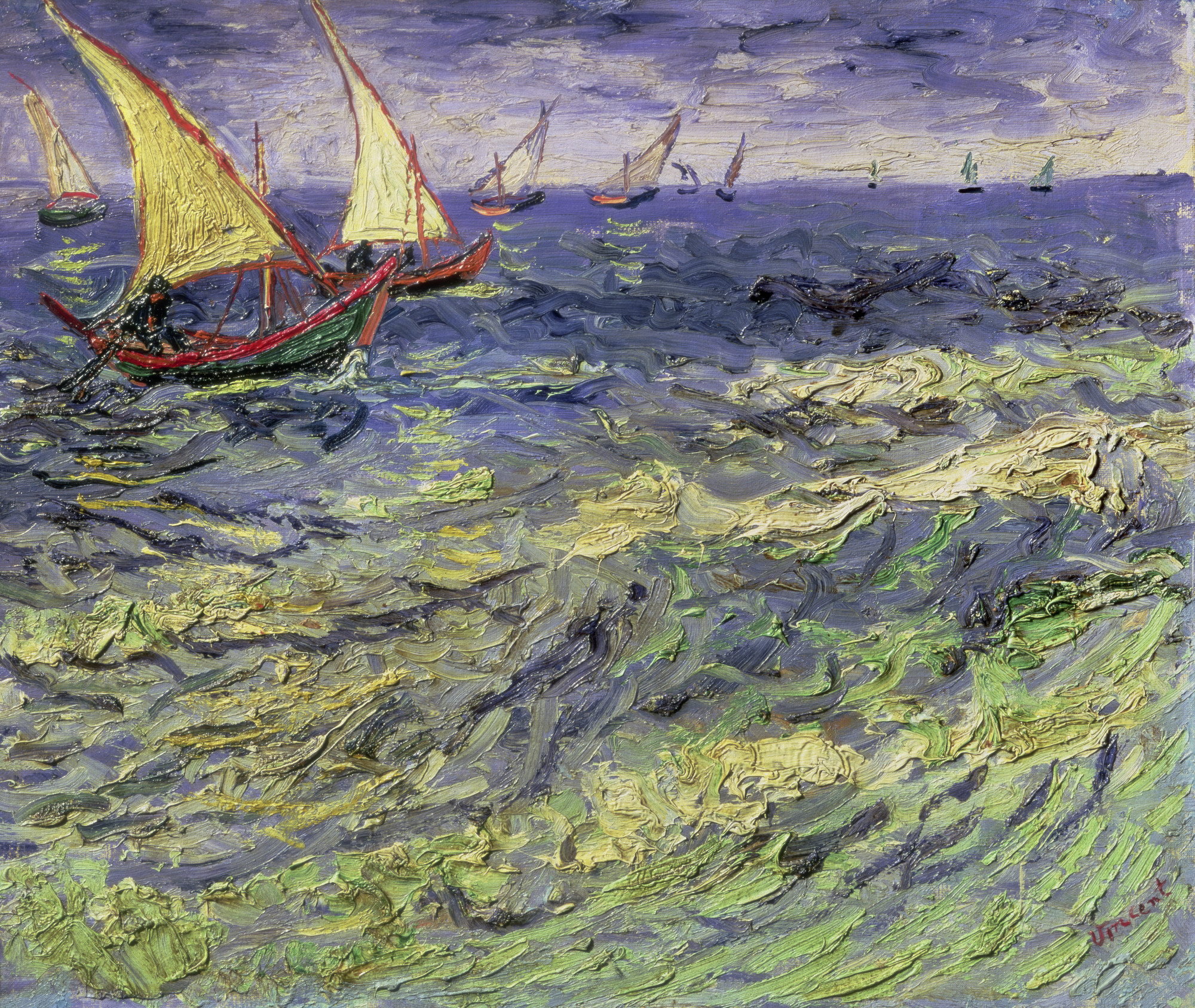
Cảnh biển tại Saintes-Maries (Thuyền đánh cá trên biển), 1888, Bảo tàng Pushkin, Moscow, Nga (F417)
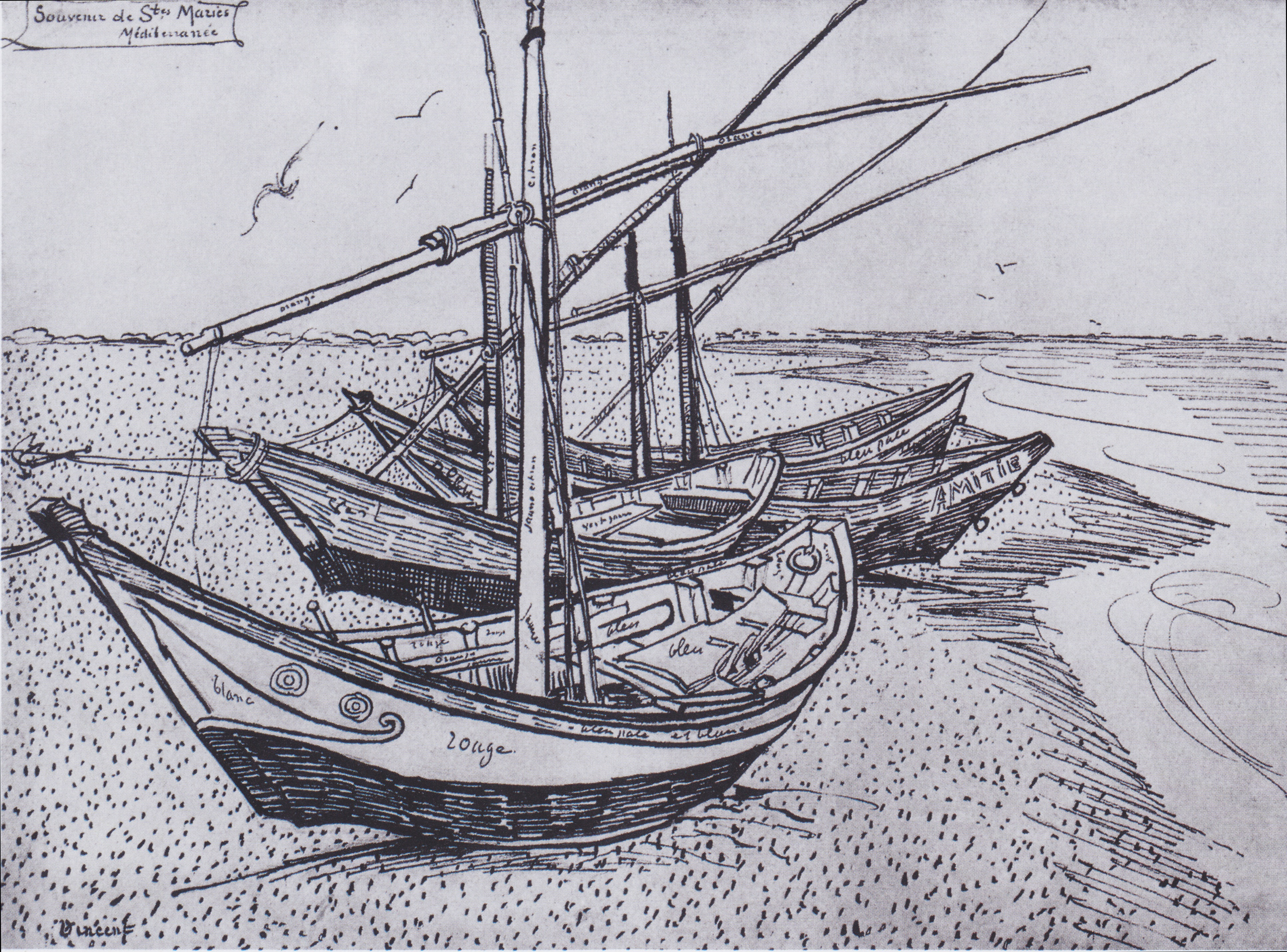
Thuyền đánh cá trên bãi biển ở Saintes-Maries, Bút sậy, 1888, Bộ sưu tập riêng (F1428)
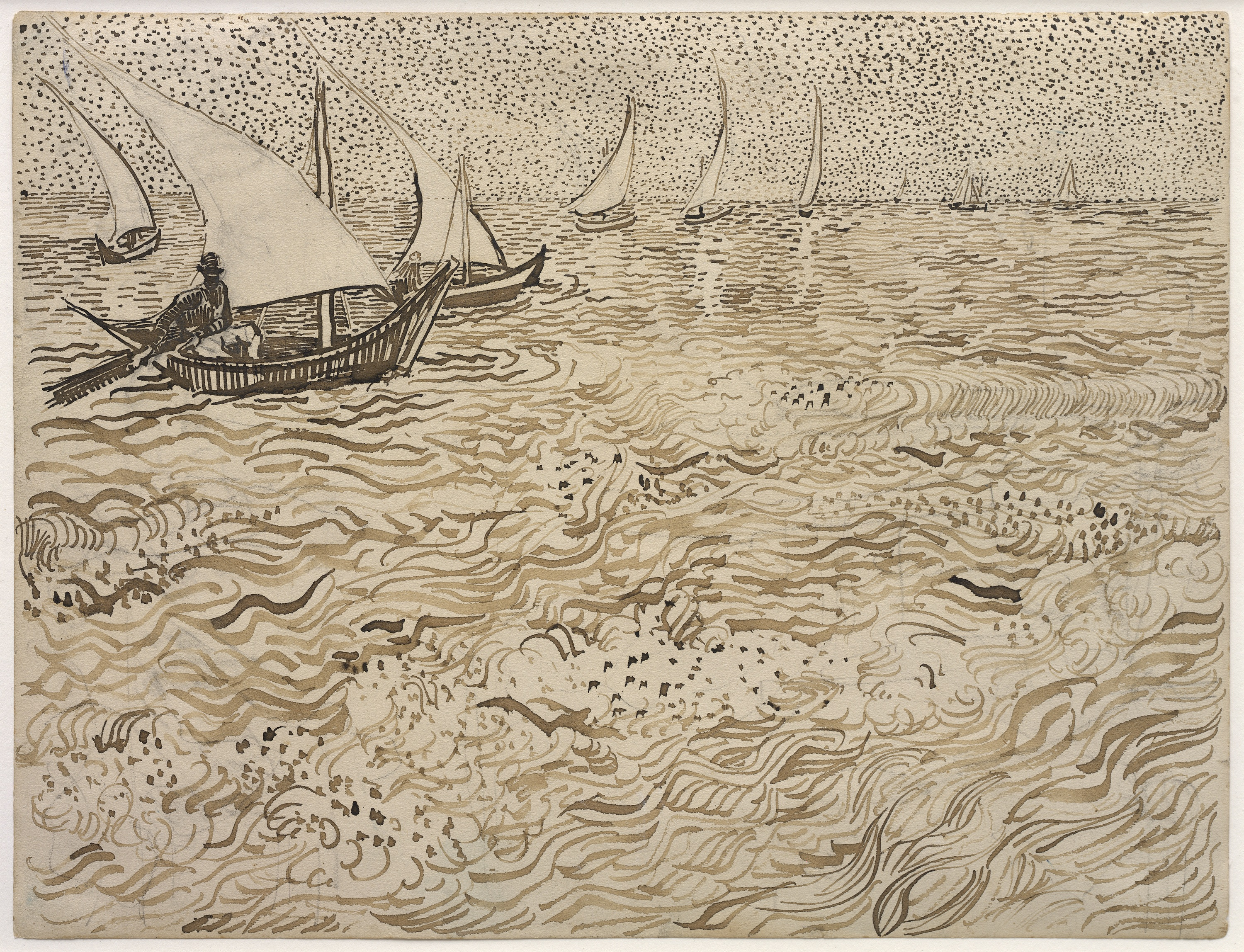
Thuyền tại Saintes-Maries, bút sậy và mực trên than chì trên giấy đan, cuối tháng bảy-đầu tháng 8 năm 1888, bảo tàng Solomon R. Guggenheim
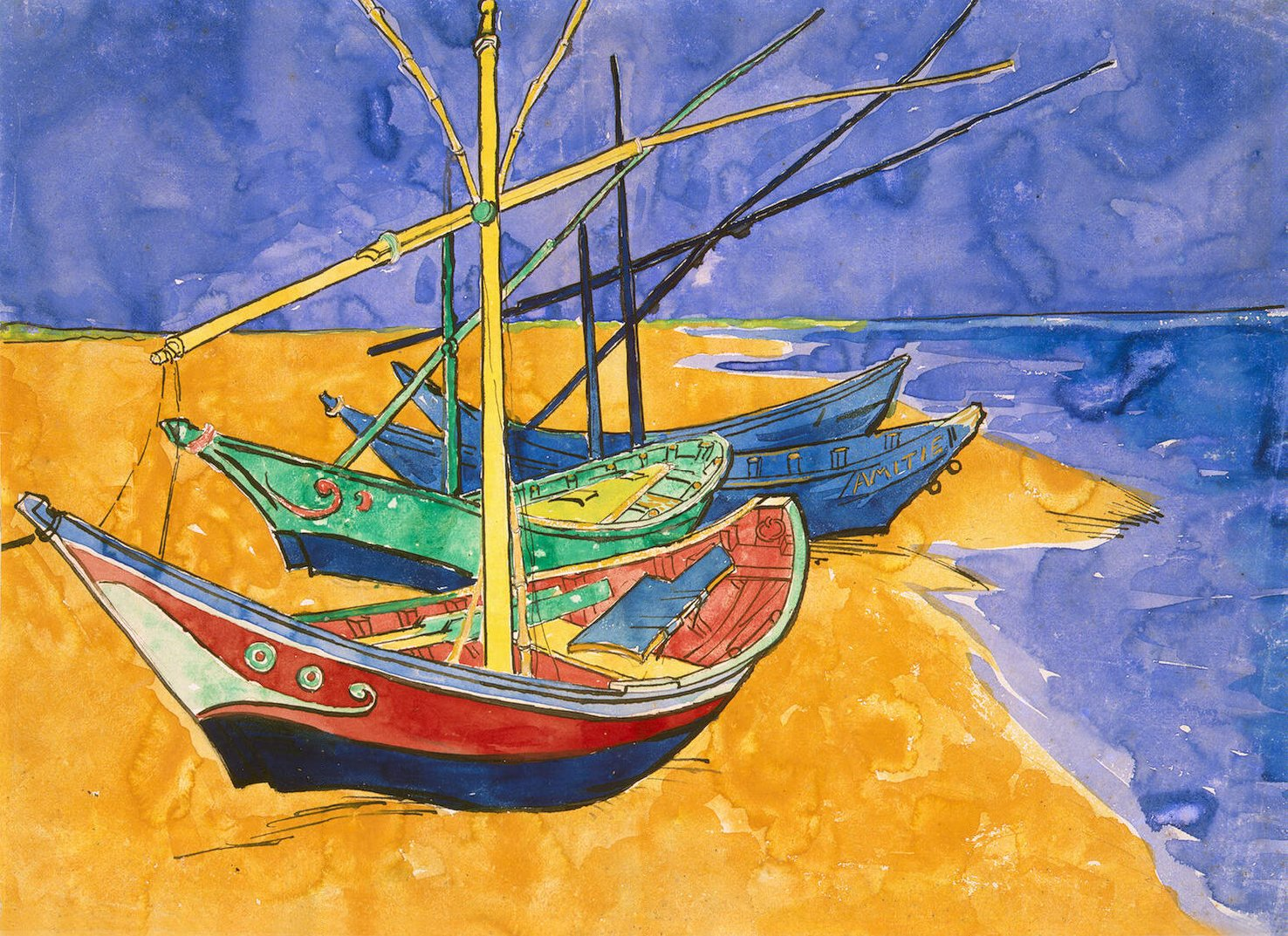
Thuyền đánh cá trên bãi biển ở Saintes-Maries, màu nước, 1888, Bảo tàng Hermitage, St. Petersburg, Nga (F1429)